# Torre al passeig Marítim, 15 (Sant Vicenç de Montalt)
Torre al passeig Marítim, 15 és una obra noucentista de Sant Vicenç de Montalt (Maresme) inclosa a l'Inventari del Patrimoni Arquitectònic de Catalunya.

## Descripció
Edifici noucentista de planta baixa, pis i golfes. Destaca la torre elevada i els detalls en el tractament de les cobertes i baranes. Hi ha terrasses i porxo. Un jardí gran l'envolta. Coberta a dues aigües a la casa i de quatre a la torre. Ràfec que envolta tota la casa.